# کرگدن جنگلی
کرگدن جنگلی (نام علمی: Stephanorhinus kirchbergensis)، که همچنین به عنوان کرگدن مرک شناخته می‌شود، یک گونه منقرض‌شده از کرگدن وابسته به سردهٔ Stephanorhinus از پلیستوسن میانی تا اواخر اوراسیا است. دامنه پراکنش آن از غرب اروپا تا شرق آسیا را دربر می‌گرفت.

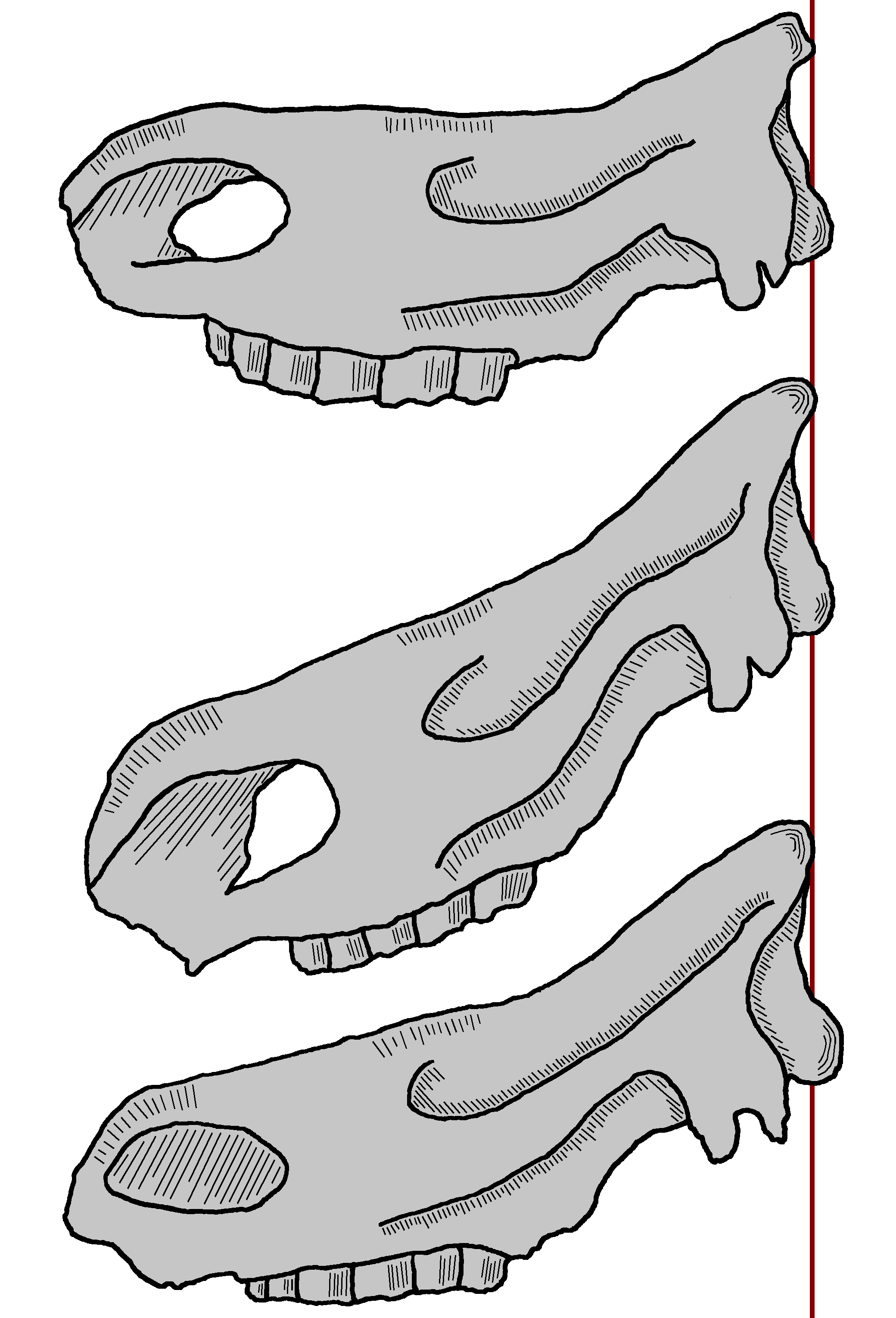
مقایسه زاویه سر کرگدن جنگلی (بالا) با S. hemitoechus و کرگدن پشمالو (به ترتیب وسط و پایین)

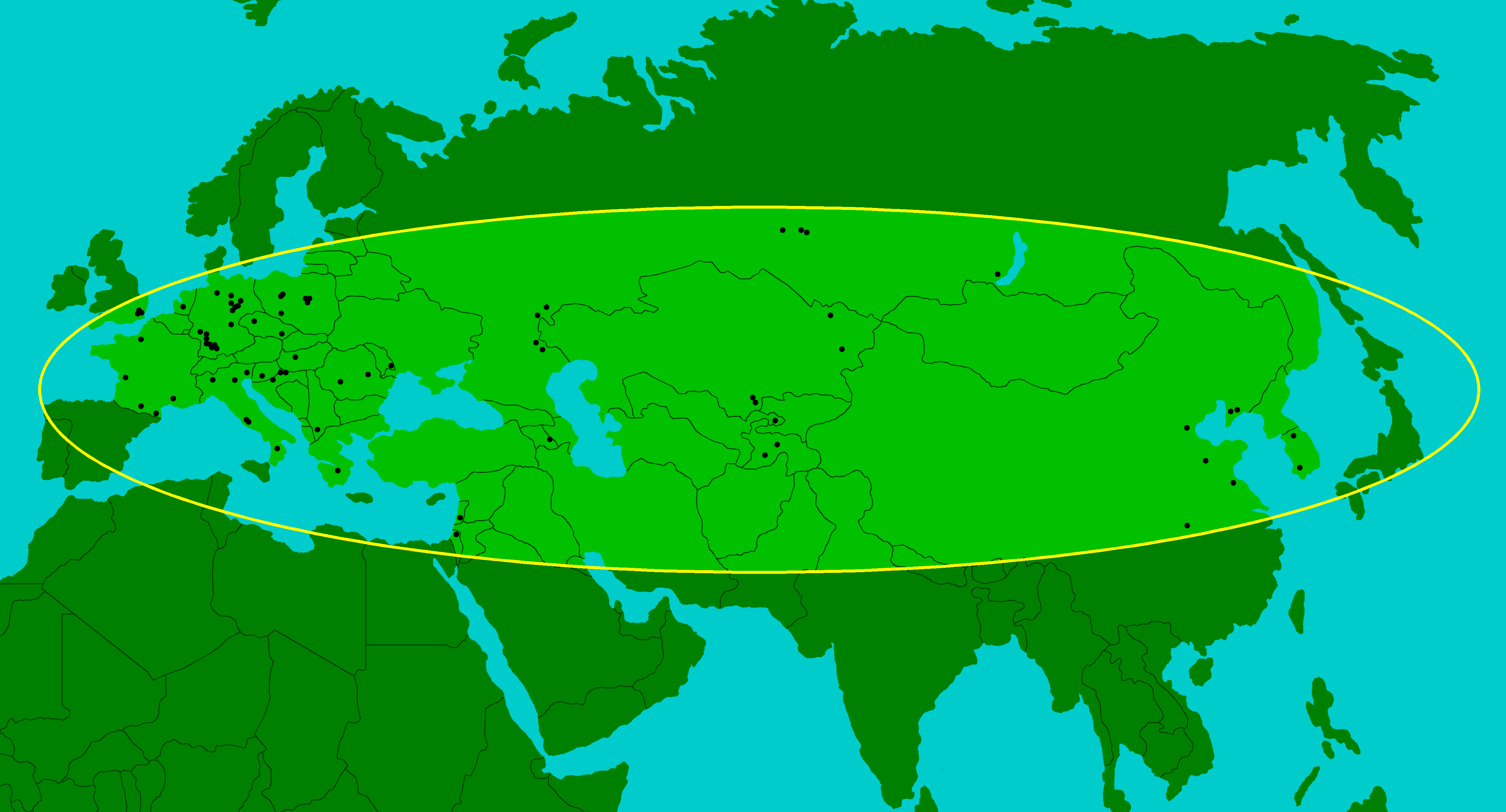
دامنه پراکندگی کرگدن جنگلی، به استثنای مناطق قطبی